# 佛尼爾氏症
佛尼爾氏症是一種發生在男性生殖器官的壞疽，它通常發生在老年男性身上，但也可能發生在女性和兒童身上。它更可能發生在糖尿病患者、酗酒者或免疫功能低下的人身上。